# Ferdinando Palatucci
Ferdinando Palatucci (Montella, 12 aprile 1915 – Montella, 30 aprile 2005) è stato un arcivescovo cattolico italiano.

## Biografia
Nacque a Montella il 12 aprile 1915 figlio unico di Saverio Palatucci e Giuseppina Palatucci. A quattro mesi rimase orfano del padre, caduto in guerra il 3 agosto 1915. Crebbe con la mamma, coadiuvata dallo zio sacerdote don Salvatore Palatucci che lo indirizzò agli studi ecclesiastici.
Fu ordinato sacerdote nella collegiata di Santa Maria del Piano di Montella, il 24 luglio 1938 dallo zio vescovo Giuseppe Maria Palatucci. Durante il suo ministero presbiterale si dedicò anche alle ricerche sulla vita di Giovanni Palatucci, suo familiare, deportato dai Nazisti a Dachau.

### Ministero episcopale
Fu nominato vescovo di Nicastro il 12 ottobre 1968 da papa Paolo VI e poi ordinato vescovo il 22 dicembre dello stesso anno, nella collegiata di Santa Maria del Piano di Montella dall'arcivescovo Gastone Mojaisky Perrelli. 
Il 28 gennaio 1969 giurò fedeltà alla Repubblica Italiana alla presenza del presidente Giuseppe Saragat. 
Prese possesso della diocesi l'11 febbraio 1969.
Il 30 gennaio 1982 Giovanni Paolo II lo nominò arcivescovo di Amalfi e vescovo di Cava de' Tirreni.
Le due diocesi restarono unite in persona episcopi fino al 30 settembre 1986, quando il decreto Instantibus votis della Congregazione per i vescovi unì pienamente le due sedi e monsignor Palatucci divenne arcivescovo di Amalfi-Cava de' Tirreni. Qui vi rimase fino al 28 luglio 1990, data in cui si ritirò per raggiunti limiti di età. 
Tornò a Montella e qui morì, novantenne, il 30 aprile 2005 dopo una lunga malattia. L'8 agosto 2020 le sue spoglie, benedette dall'arcivescovo Pasquale Cascio, furono traslate nel santuario del Santissimo Salvatore di Montella.

## Genealogia episcopale
La genealogia episcopale è:
- Cardinale Scipione Rebiba
- Cardinale Giulio Antonio Santori
- Cardinale Girolamo Bernerio, O.P.
- Arcivescovo Galeazzo Sanvitale
- Cardinale Ludovico Ludovisi
- Cardinale Luigi Caetani
- Cardinale Ulderico Carpegna
- Cardinale Paluzzo Paluzzi Altieri degli Albertoni
- Papa Benedetto XIII
- Papa Benedetto XIV
- Papa Clemente XIII
- Cardinale Bernardino Giraud
- Cardinale Alessandro Mattei
- Cardinale Pietro Francesco Galleffi
- Cardinale Filippo de Angelis
- Cardinale Amilcare Malagola
- Cardinale Giovanni Tacci Porcelli
- Papa Giovanni XXIII
- Cardinale Domenico Tardini
- Arcivescovo Gastone Mojaisky Perrelli
- Arcivescovo Ferdinando Palatucci